# 6708 Bobbievaile
6708 Bobbievaile este un asteroid din centura principală de asteroizi.

## Descriere
6708 Bobbievaile este un asteroid din centura principală de asteroizi. A fost descoperit pe 4 ianuarie 1989 la Siding Spring de Robert H. McNaught. Asteroidul prezintă o orbită caracterizată de o semiaxă mare de 2,44 ua, o excentricitate de 0,18 și o înclinație de 12,1° în raport cu ecliptica.